# モーターグレーダー

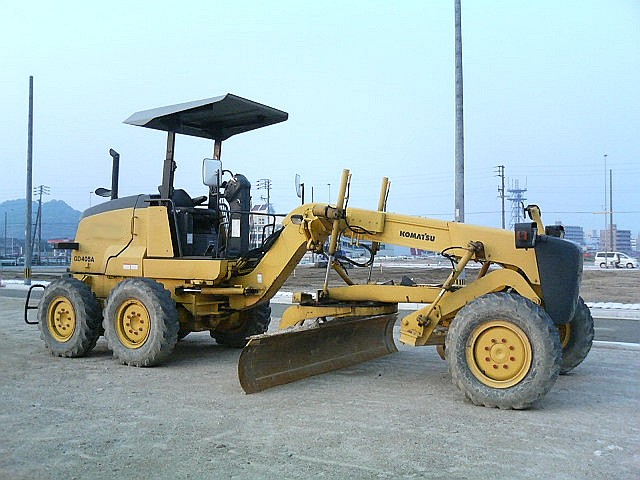
モーターグレーダー

モーターグレーダー（英語：motor grader）は、整地用途に使用される自走式の産業用車両であり、建設機械の一種である。「モーターグレーダ」と表記することもある。
整地作業をする機械を米国ではグレーダー（Grader：英語で“地面を均すもの”の意）と呼ぶ。当初はトラクターで牽引される器具だったが、エンジン（モーター）を搭載した自走式となり、モーターグレーダー（動力式グレーダー）と呼ばれるようになった。

## 用途

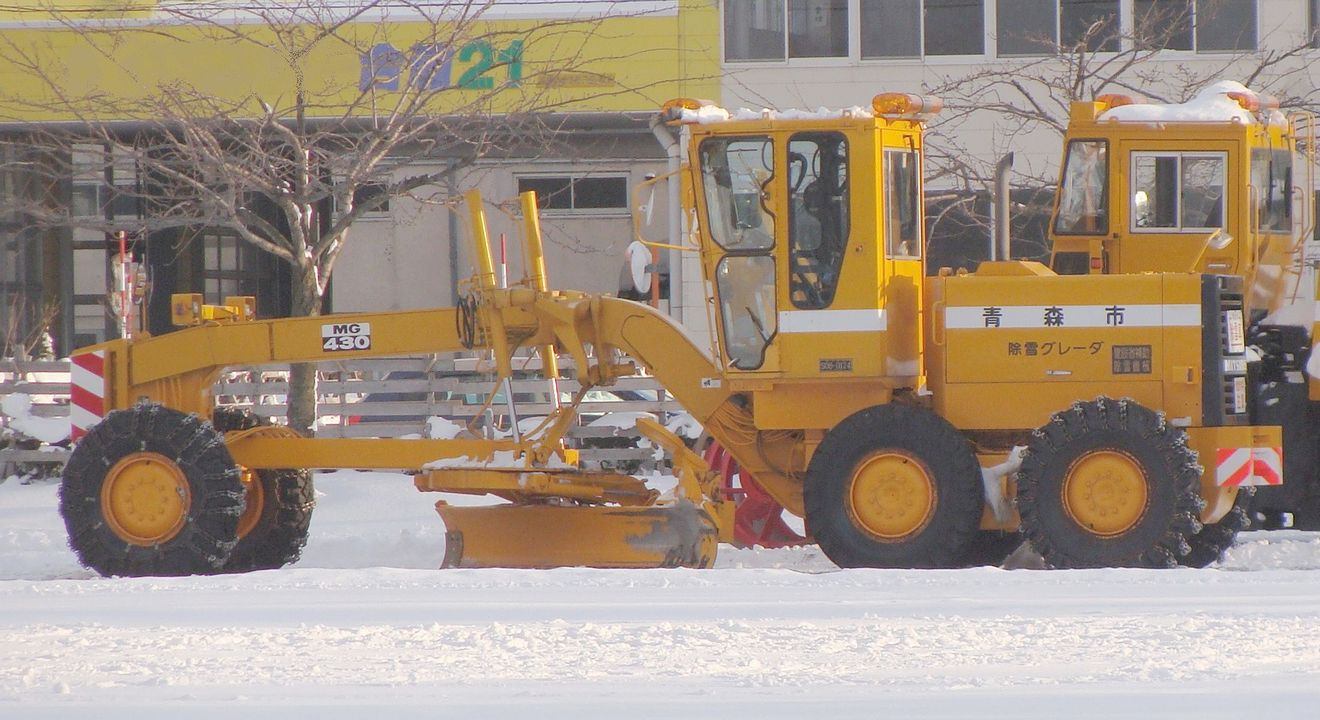
除雪グレーダ

工事現場での整地、道路工事における路床・路盤の整地作業、除雪作業、路面や広場など精度の高い整形や仕上げ、法面の切取りおよび仕上げ、L形溝の掘削および整形などに用いられる。また、積雪地では先頭部や後部側面にブレードを追加装備した除雪作業用のものも存在しており、除雪車での除雪が困難な場合に用いるほか、雪の表面を粗くしてスリップ事故を防ぐ目的でも用いられる。
車体が大きいことから小規模の作業には向かず、大規模土木工事で使われる。道路整地ではロードローラーと組み合わせて使用される。

## 構造・特徴
荒地の上をブレード（直訳では刀（かたな）の刃：土工板、排土板）と呼ばれる形をした地ならし用器具を吊って引きずることで整地をおこなうものがグレーダーで、グレーダーを自走式としてブレードを前後車軸間に吊り下げたものがモータグレーダーとなる。
通常、エンジン部や操作キャビンなど主要な機能は四輪二軸の車体として後部に置かれ、前方にブームと呼ばれる長い柄（フレーム）を渡し、先端に操舵兼用の一軸を設けた六輪車とする構成で、ブームに整地用ブレードが吊り下げられる。車輪の上下運動がブレードに伝わりにくく、ブルドーザーに比べてより滑らかに整地できる。ブレードは廃土・廃雪を片側に寄せる形で、斜めにして用いられる。モーターグレーダーの性能はブレードの幅（とそれに見合ったエンジン出力）でクラスが表される。
操舵は丸ハンドルで、その横にあるレバーを操作してブレードの高さや傾きを調節し、作業を行う。なお、斜めになったブレード反力で進路が変わらないよう、リーニング装置と呼ばれる前輪を前後から見て左右に傾ける（キャンバ角をつける）装置があり、エンジン部と前輪をつなぐフレームも左右に曲がる関節状となっている。これにより、前輪のぶれやブレードの不必要な動きを防ぎ、安定した「ならし作業」が行える。運転室は開放式のものと密閉式のものがある。
また、ブレード以外の作業用アタッチメントとして、スノープラウ、リッパー（巨大な熊手状の爪）や、スカリファイアー（破砕機）がある。スノープラウは前部、他はいずれも車体中央もしくは後部に取り付けられる。

## 必要な免許（日本）
モーターグレーダーを建設現場内で工事作業に用いる場合は、労働安全衛生法に基づき車両系建設機械運転者（整地・運搬・積込・掘削用）の資格が必要である。道路交通法により大型特殊自動車（0ナンバー）に含まれており、公道上での運転には運転免許として大型特殊免許が必要である。

## 日本における年表
- 1948年（昭和23年） - 日本開発機（現三井E&S）からモータグレーダHA56が発売される。
- 1950年（昭和25年） - 池貝がディーゼルグレーダ2SK3型を発売。
- 1952年（昭和27年） - 東日本重工業がモータグレーダMGII、同年社名変更後、三菱日本重工としてモータグレーダMGIII、同年、日本開発機からモータグレーダHA46がそれぞれ発売される。
- 1953年（昭和28年） - 三菱日本重工からモータグレーダLGIIが発売される。

## 製造会社（日本）
- 三菱重工- 2013年（平成25年）11月に製造を終了し、権利をトルコのヒドロメック社へ譲渡（有償）。
- コマツ - 池貝自動車を買収して参入。
- 新潟鉄工 - フランスのRICHIER社と技術提携。現在製造終了。
- 日本開発機（のちの三井E&S） - 製造終了。
- 川崎重工業 - アメリカのHUBER社と技術提携して製造。小型のモデルもあった。ともに製造終了。一時期、PUCKETTのモデルを取り扱っていたこともある（導入実績あり）。

## 製造会社（日本以外）
- CATERPILLAR - キャタピラージャパンにより日本国内でも販売されているが、大型機であるため、通常の道路工事現場ではほとんど見られない。
- VOLVO（ボルボ建設機械、旧CHAMPION） - CHAMPION時代にも除雪用として一時期導入されたことがある。
- DEERE
- CASE
- NEW HOLAND - 現在はフィアット傘下で、CNHグローバルの一ブランド。
- TEREX
- HIDROMEK - ヒドロメックジャパンにより日本国内でも販売されている。